# Moeraskat
De moeraskat of rietkat (Felis chaus) is een roofdier uit de familie der katachtigen (Felidae). Het is een vrij algemene Aziatische kattensoort, die voornamelijk in waterrijke gebieden te vinden is en niet bang is om te zwemmen.

## Kenmerken
De moeraskat is een slanke kat die hoog op de poten staat. De staart is relatief kort. De oren zijn spits en hebben een klein kwastje. Op de achterzijde van de oren heeft de kat witte vlekken. Door dit pluimpje wordt het dier ook soms moeraslynx genoemd, alhoewel de moeraskat niet verwant is aan de lynxen. De vacht is egaal gekleurd. De vachtkleur zelf verschilt per individu en populatie. De meest voorkomende vachtkleuren zijn zandbruin, gelig grijs, roodbruin en grijsbruin. De staart is geringd, en ook op de poten lopen donkere strepen. Jonge dieren hebben duidelijk zichtbare strepen, die later verdwijnen. Hij wordt 50 tot 94 centimeter lang en 4 tot 9 kilogram zwaar. De staart is 23 tot 31 centimeter lang. Er zijn dieren bekend die wel 13 kilogram zouden wegen. Mannetjes worden veel groter dan vrouwtjes.

## Voortplanting
De moeraskat leeft solitair, behalve in de voortplantingstijd. Het mannetje helpt mee met de zorg voor de jongen. Deze jongen worden na een draagtijd van ongeveer 66 dagen geboren. Per worp krijgt een moeraskat-poes 2 tot 5 jongen. De zoogtijd duurt 2 maanden. Na 5 maanden zijn de jongen onafhankelijk en na 18 maanden geslachtsrijp. Moeraskatten kunnen 14 jaar oud worden.

## Voedsel
De moeraskat jaagt overdag op zoogdieren als knaagdieren en hazen, kikkers, vogels, reptielen, insecten en zelfs vissen, die hij in het water vangt. Soms eet hij bessen. Ook jonge axisherten en wilde zwijnen worden aangevallen.

## Verspreiding en leefgebied
De moeraskat komt voornamelijk voor in waterrijke gebieden met dichte begroeiing, als moerassen, rietbedden en andere gebieden met dichtebegroeide oevers of kusten. De omgeving waarin deze wateren liggen is niet belangrijk, en de moeraskat kan zowel in woestijnen als in vochtige wouden gevonden worden. Ook komen ze geregeld voor in landbouwgebieden, boomplantages en rond kunstmatige vijvers. De moeraskat is niet bang voor mensen en waagt zich geregeld in de buurt van nederzettingen. In de Himalaya zijn moeraskatten tot op een hoogte van 2400 meter waargenomen, in de Kaukasus tot 1000 meter.
Hij komt voor van India en Sri Lanka via Zuidwest- en Centraal-Azië tot Arabië en Israël. Ook in Zuidoost-Azië wordt hij aangetroffen, tot in Vietnam en Laos. In Afrika komt hij voor in de Egyptische Nijldelta. Waarnemingen uit andere delen van Noord-Afrika (bijvoorbeeld Algerije) zijn waarschijnlijk Afrikaanse wilde katten.
In Europa komt de moeraskat voor in Rusland, Azerbeidzjan en Georgië. Maar een klein deel van de volwassen dieren overleeft in het wild.

## Ondersoorten
Er worden zo'n negen ondersoorten onderscheiden.
- Felis chaus chaus, Iran, Pakistan, Afghanistan, Centraal-Azië
- Felis chaus affinis, Vietnam, Laos, Cambodja, Yunnan, Himalaya
- Felis chaus fulvidina, Thailand, Myanmar
- Felis chaus furax, Irak, Syrië, Israël
- Felis chaus kelaarti, Sri Lanka
- Felis chaus kutas, Oost-India, Bangladesh
- Felis chaus nilotica, Egypte
- Felis chaus oxiana, Zuidwest-Rusland
- Felis chaus prateri, West-India